# Сборная Марокко по пляжному футболу
Сборная Марокко по пляжному футболу (араб. منتخب المغرب لكرة القدم الشاطئية‎) — национальная команда, которая представляет Марокко на международных соревновательных дисциплинах по пляжному футболу. Управляется Королевской марокканской футбольной федерацией.
Сборная Марокко никогда не участвовала в розыгрышах чемпионатов мира. По состоянию на апрель 2024 года Марокко в мировом рейтинге пляжного футбола занимает 18 место.

## История
Создание сборной Марокко по пляжному футболу впервые было анонсировано в 2005 году накануне Кубка африканских наций 2006 года в ЮАР, являющимся одновременно отборочным турниром к чемпионату мира в Бразилии. Ожидалось, что тренером команды станет французский специалист Бернар Феррер, а в составе сборной выступят такие игроки как Салахеддин Бассир и Рашид Дауди. Тем не менее на турнир сборная отправилась под руководством Мустафы Эль-Хаддауи и Мохамеда Сухаила. На групповом этапе североафриканская команда уступила Кот-д’Ивуар (7:8) и Камеруну (3:5), а в утешительном матче за пятое место уступило ЮАР (4:5).
На следующих двух турнирах Марокко не участвовало, поскольку в стране не проводился внутренний чемпионат по пляжному футболу. На континентальное первенство команда под руководством Эль-Хаддауи вернулась в 2009 году, где вновь финишировала пятой. Впоследствии Марокко не пропустило ни одного розыгрыша Кубка африканских наций, где команде не удавалось выйти на чемпионат мира, а лучшим достижением трижды становились бронзовые награды в 2013, 2021 и 2022 годах.
Марокко дважды выступало на Африканских пляжных играх, став в 2019 году второй, а в 2023 году — первой. Трижды команда являлась участником Кубка арабских стран, где в 2008 и 2014 году не преодолевала групповой этап, а в 2023 году останавливалась на стадии полуфинала. На Средиземноморских пляжных играх Марокко имел следующие результаты: 2015 и 2019 — четвёртое место, 2023 — третье место. В 2013 и 2014 годах команда приглашалась на Межконтинентальный кубок, где финишировала на 8 и 5 местах соответственно. 
На Кубке Лагоса 2017 года Марокко завоевало бронзу. В июле 2018 года на домашнем Кубке Марокко в Агадире хозяева стали победителем турнира. В Марокко также проводится Кубок Касабланки, где местная сборная трижды одерживала победу в 2007, 2008, 2009 годах.
С апреля 2022 года Марокко возглавляет бывший тренер Сенегала Умара Силлу. В январе 2024 года на Кубке Мараньяна африканская команда заняла второе место, уступив лишь хозяевам — сборной Бразилии. В марте 2024 года Марокко было приглашена на чемпионат КОСАФА, где выступают сборные Южной Африки и стало победителем, обыграв в решающем матче Мозамбик (4:4 основное время и 4:3 по пенальти). В этом же месяце команда стала обладателем Кубка Сальвадора.

## Достижения
Кубок африканских наций по пляжному футболу
- Третье место: 2013, 2021 и 2022

Африканские пляжные игры
- Первое место: 2023
- Второе место: 2023

Чемпионат КОСАФА по пляжному футболу
- Первое место: 2024

Средиземноморские пляжные игры
- Третье место: 2023

Кубок Лагоса по пляжному футболу
- Третье место: 2017

Кубок Касабланки по пляжному футболу
- Первое место: 2007, 2008, 2009, 2024
- Второе место: 2022
- Третье место: 2010

## Статистика

### Чемпионат мира
| Год         | Раунд                  | Место                  | И                      | В                      | П                      | ГЗ                     | ГП                     |
| ----------- | ---------------------- | ---------------------- | ---------------------- | ---------------------- | ---------------------- | ---------------------- | ---------------------- |
| 1995 — 2005 | Не участвовала         | Не участвовала         | Не участвовала         | Не участвовала         | Не участвовала         | Не участвовала         | Не участвовала         |
| 2006        | Не прошла квалификацию | Не прошла квалификацию | Не прошла квалификацию | Не прошла квалификацию | Не прошла квалификацию | Не прошла квалификацию | Не прошла квалификацию |
| 2007        | Не участвовала         | Не участвовала         | Не участвовала         | Не участвовала         | Не участвовала         | Не участвовала         | Не участвовала         |
| 2008        | Не участвовала         | Не участвовала         | Не участвовала         | Не участвовала         | Не участвовала         | Не участвовала         | Не участвовала         |
| 2009        | Не прошла квалификацию | Не прошла квалификацию | Не прошла квалификацию | Не прошла квалификацию | Не прошла квалификацию | Не прошла квалификацию | Не прошла квалификацию |
| 2011        | Не прошла квалификацию | Не прошла квалификацию | Не прошла квалификацию | Не прошла квалификацию | Не прошла квалификацию | Не прошла квалификацию | Не прошла квалификацию |
| 2013        | Не прошла квалификацию | Не прошла квалификацию | Не прошла квалификацию | Не прошла квалификацию | Не прошла квалификацию | Не прошла квалификацию | Не прошла квалификацию |
| 2015        | Не прошла квалификацию | Не прошла квалификацию | Не прошла квалификацию | Не прошла квалификацию | Не прошла квалификацию | Не прошла квалификацию | Не прошла квалификацию |
| 2017        | Не прошла квалификацию | Не прошла квалификацию | Не прошла квалификацию | Не прошла квалификацию | Не прошла квалификацию | Не прошла квалификацию | Не прошла квалификацию |
| 2019        | Не прошла квалификацию | Не прошла квалификацию | Не прошла квалификацию | Не прошла квалификацию | Не прошла квалификацию | Не прошла квалификацию | Не прошла квалификацию |
| 2021        | Не прошла квалификацию | Не прошла квалификацию | Не прошла квалификацию | Не прошла квалификацию | Не прошла квалификацию | Не прошла квалификацию | Не прошла квалификацию |
| 2024        | Не прошла квалификацию | Не прошла квалификацию | Не прошла квалификацию | Не прошла квалификацию | Не прошла квалификацию | Не прошла квалификацию | Не прошла квалификацию |
| 2025        |                        |                        |                        |                        |                        |                        |                        |
| Всего       | 0/23                   | 0/23                   | 0                      | 0                      | 0                      | 0                      | 0                      |

### Кубок африканских наций
| Год   | Раунд             | Место          | И              | В              | П              | ГЗ             | ГП             |
| ----- | ----------------- | -------------- | -------------- | -------------- | -------------- | -------------- | -------------- |
| 2006  | Матч за 5-е место | 6 место        | 3              | 0              | 3              | 14             | 18             |
| 2007  | Не участвовала    | Не участвовала | Не участвовала | Не участвовала | Не участвовала | Не участвовала | Не участвовала |
| 2008  | Не участвовала    | Не участвовала | Не участвовала | Не участвовала | Не участвовала | Не участвовала | Не участвовала |
| 2009  | Матч за 5-е место | 5 место        | 3              | 2              | 1              | 19             | 12             |
| 2011  | Матч за 5-е место | 5 место        | 3              | 2              | 1              | 14             | 13             |
| 2013  | Матч за 3-е место | 3 место        | 5              | 3              | 2              | 28             | 15             |
| 2015  | Матч за 5-е место | 5 место        | 5              | 3              | 2              | 21             | 20             |
| 2016  | Матч за 3-е место | 4 место        | 5              | 3              | 2              | 14             | 16             |
| 2018  | Матч за 3-е место | 4 место        | 5              | 3              | 2              | 16             | 24             |
| 2021  | Матч за 3-е место | 3 место        | 5              | 3              | 2              | 17             | 12             |
| 2022  | Матч за 3-е место | 3 место        | 4              | 3              | 1              | 20             | 13             |
| 2024  |                   |                |                |                |                |                |                |
| Всего | 9/11              | 38             | 22             | 0              | 16             | 163            | 143            |